# Куолума
Куолума́ — река в Алдано-Амгинском междуречье Якутии, левый приток Алдана. Длина реки — 253 км. Площадь водосборного бассейна — 4640 км².
Река берёт начало в Амгинском улусе, в холмистой местности к востоку от среднего течения реки Амга на высоте более 215 м над уровнем моря. На всём своём протяжении течёт по таёжной местности на восток-северо-восток. После впадения реки Кусаган-Юрях образует административную границу между Таттинским и Усть-Майским улусами Якутии, а после впадения Мугур-Юряха — между Усть-Майским и Чурпачинским улусами. Река входит в территорию ресурсных резерватов «Куолума-Чаппанда» и «Куолума». Населённые пункты на реке отсутствуют. Впадает в Алдан по левому берегу на отметке 133 м над уровнем моря, напротив впадения в Алдан реки Ханда, в 619 км от впадения Алдана в Лену. Ширина перед устьем — 35-40 м при глубине 2 м; скорость течения в низовьях составляет 0,1 м/с.
Основные притоки (от устья, длиной более 20 км):
- Левые: Улахан-Чагары, Джеламай, Бору, Хатарайы, Беке, Нагаджия, Лабычах, Хосулуччума, Тарбаган, Курупчакы, Курогайы, Кибирди.
- Правые: -.

## Данные водного реестра
По данным государственного водного реестра России и геоинформационной системы водохозяйственного районирования территории РФ, подготовленной Федеральным агентством водных ресурсов:
- Бассейновый округ — Ленский
- Речной бассейн — Лена
- Речной подбассейн — Алдан
- Водохозяйственный участок — Алдан от впадения реки Мая до впадения реки Амга
- Код водного объекта — 18030600712117300042930